# Liste der Kulturdenkmale in Stangheck
In der Liste der Kulturdenkmale in Stangheck sind alle Kulturdenkmale der schleswig-holsteinischen Gemeinde Stangheck (Kreis Schleswig-Flensburg) und ihrer Ortsteile aufgelistet (Stand: 10. März 2025).

## Legende
In den Spalten befinden sich folgende Informationen:
- Objekt-ID: die Nummer des Kulturdenkmales
- Lage: die Adresse des Kulturdenkmales und die geographischen Koordinaten. Kartenansicht, um Koordinaten zu setzen. In der Kartenansicht sind Kulturdenkmale ohne Koordinaten mit einem roten Marker dargestellt und können in der Karte gesetzt werden. Kulturdenkmale ohne Bild sind mit einem blauen Marker gekennzeichnet, Kulturdenkmale mit Bild mit einem grünen Marker.
- Offizielle Bezeichnung: Bezeichnung des Kulturdenkmales
- Beschreibung: die Beschreibung des Kulturdenkmales
- Bild: ein Bild des Kulturdenkmales

## Bauliche Anlagen
| Objekt-ID      | Lage                                              | Offizielle Bezeichnung              | Beschreibung | Bild                             |
| -------------- | ------------------------------------------------- | ----------------------------------- | --- | -------------------------------- |
| 3794 Wikidata  | Alte Hauptstraße 12 (54° 43′ 19″ N, 9° 51′ 23″ O) | Alte Krugstelle                     | Alte Krugstelle; im Kern 18. Jh.; traufständiges, langgestrecktes, Wandständerhaus auf Feldsteinsockel mit reetgedecktem Schopfwalmdach, zweiflügeliger Haupteingang mit Oberlicht und hölzernem Triumphbogen; im 19. Jh. zur Gastwirtschaft umgebaut - Begründung: geschichtlich, städtebaulich, Kulturlandschaft prägend - Schutzumfang: Alte Krugstelle, - Denkmaltyp: Bauliche Anlage | BW                               |
| 1208 Wikidata  | Alte Hauptstraße 14 (54° 43′ 30″ N, 9° 51′ 7″ O)  | Gut Rundhof: ehemalige Försterei    | Alteintragung (Aktualisierung vorgesehen) - Begründung: geschichtlich, städtebaulich - Schutzumfang: Alteintragung (Aktualisierung vorgesehen) - Denkmaltyp: Bauliche Anlage | Fotos hochladen                  |
| 28437 Wikidata | Alte Hauptstraße 14 (54° 43′ 30″ N, 9° 51′ 9″ O)  | Gut Rundhof: Försterei-Nebengebäude | Alteintragung (Aktualisierung vorgesehen) - Begründung: Alteintragung (Aktualisierung vorgesehen) - Schutzumfang: Alteintragung (Aktualisierung vorgesehen) - Denkmaltyp: Bauliche Anlage | BW                               |
| 1497 Wikidata  | Alte Hauptstraße 17 (54° 43′ 34″ N, 9° 51′ 7″ O)  | Gut Rundhof: ehem. Holländerei      | Alteintragung (Aktualisierung vorgesehen) - Begründung: Alteintragung (Aktualisierung vorgesehen) - Schutzumfang: Alteintragung (Aktualisierung vorgesehen) - Denkmaltyp: Bauliche Anlage | BW                               |
| 6764 Wikidata  | Alte Hauptstraße 23 (54° 43′ 37″ N, 9° 50′ 54″ O) | Gut Rundhof: Witwenhaus             | Alteintragung (Aktualisierung vorgesehen) - Begründung: Alteintragung (Aktualisierung vorgesehen) - Schutzumfang: Alteintragung (Aktualisierung vorgesehen) - Denkmaltyp: Bauliche Anlage | Fotos hochladen                  |
| 1210 Wikidata  | Gut Rundhof (54° 43′ 36″ N, 9° 50′ 41″ O)         | Gut Rundhof: Herrenhaus             | Alteintragung (Aktualisierung vorgesehen) - Begründung: Alteintragung (Aktualisierung vorgesehen) - Schutzumfang: Alteintragung (Aktualisierung vorgesehen) - Denkmaltyp: Bauliche Anlage | weitere Fotos \| Fotos hochladen |
| 1211 Wikidata  | Gut Rundhof (54° 43′ 37″ N, 9° 50′ 42″ O)         | Gut Rundhof: Kavalierhaus           | Alteintragung (Aktualisierung vorgesehen) - Begründung: Alteintragung (Aktualisierung vorgesehen) - Schutzumfang: Alteintragung (Aktualisierung vorgesehen) - Denkmaltyp: Bauliche Anlage | BW                               |
| 1212 Wikidata  | Gut Rundhof (54° 43′ 37″ N, 9° 50′ 40″ O)         | Gut Rundhof: Kutschhaus             | Alteintragung (Aktualisierung vorgesehen) - Begründung: Alteintragung (Aktualisierung vorgesehen) - Schutzumfang: Alteintragung (Aktualisierung vorgesehen) - Denkmaltyp: Bauliche Anlage | BW                               |
| 1213           | Gut Rundhof (54° 43′ 35″ N, 9° 50′ 43″ O)         | Gut Rundhof: Pferdestall            | Alteintragung (Aktualisierung vorgesehen) - Begründung: Alteintragung (Aktualisierung vorgesehen) - Schutzumfang: Alteintragung (Aktualisierung vorgesehen) - Denkmaltyp: Bauliche Anlage | BW                               |
| 1215 Wikidata  | Gut Rundhof (54° 43′ 38″ N, 9° 50′ 39″ O)         | Gut Rundhof: nördliche Brücke       | Alteintragung (Aktualisierung vorgesehen) - Begründung: Alteintragung (Aktualisierung vorgesehen) - Schutzumfang: Alteintragung (Aktualisierung vorgesehen) - Denkmaltyp: Bauliche Anlage | Fotos hochladen                  |
| 1291 Wikidata  | Gut Rundhof (54° 43′ 38″ N, 9° 50′ 52″ O)         | Gut Rundhof: östliche Brücke        | Alteintragung (Aktualisierung vorgesehen) - Begründung: Alteintragung (Aktualisierung vorgesehen) - Schutzumfang: Alteintragung (Aktualisierung vorgesehen) - Denkmaltyp: Bauliche Anlage | BW                               |
| 931 Wikidata   | Poststraße 1 (54° 43′ 42″ N, 9° 50′ 49″ O)        | Gut Rundhof: Alte Poststelle        | Alteintragung (Aktualisierung vorgesehen) - Begründung: Alteintragung (Aktualisierung vorgesehen) - Schutzumfang: Alteintragung (Aktualisierung vorgesehen) - Denkmaltyp: Bauliche Anlage | BW                               |
| 1233 Wikidata  | Poststraße 1 (54° 43′ 43″ N, 9° 50′ 49″ O)        | Gut Rundhof: Post-Stallgebäude      | Alteintragung (Aktualisierung vorgesehen) - Begründung: Alteintragung (Aktualisierung vorgesehen) - Schutzumfang: Alteintragung (Aktualisierung vorgesehen) - Denkmaltyp: Bauliche Anlage | BW                               |
| 1496 Wikidata  | Poststraße 4 (54° 43′ 42″ N, 9° 50′ 44″ O)        | Gut Rundhof: ehem. Gärtnerkate      | Alteintragung (Aktualisierung vorgesehen) - Begründung: Alteintragung (Aktualisierung vorgesehen) - Schutzumfang: Alteintragung (Aktualisierung vorgesehen) - Denkmaltyp: Bauliche Anlage | BW                               |

## Quelle
- Liste der Kulturdenkmale in Schleswig-Holstein – Kreis Schleswig-Flensburg

- Karte mit allen Koordinaten:
- OSM |
- WikiMap